# فهرست نویسندگان ارمنی

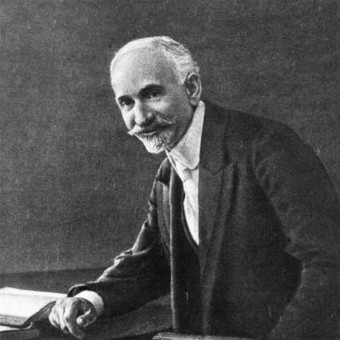
هوهانس تومانیان شاعر ملی ارمنستان محسوب می‌شود

این فهرستی است از مؤلفان ارمنی، که به ترتیب زمانی مرتب شده‌است.

## کلاسیک
ارمنی کلاسیک به زبان ادبی که میان سده‌های ۵ام تا ۱۸ میلادی در ارمنستان مورد استفاده قرار می‌گرفت گفته می‌شود
سده ۵ام

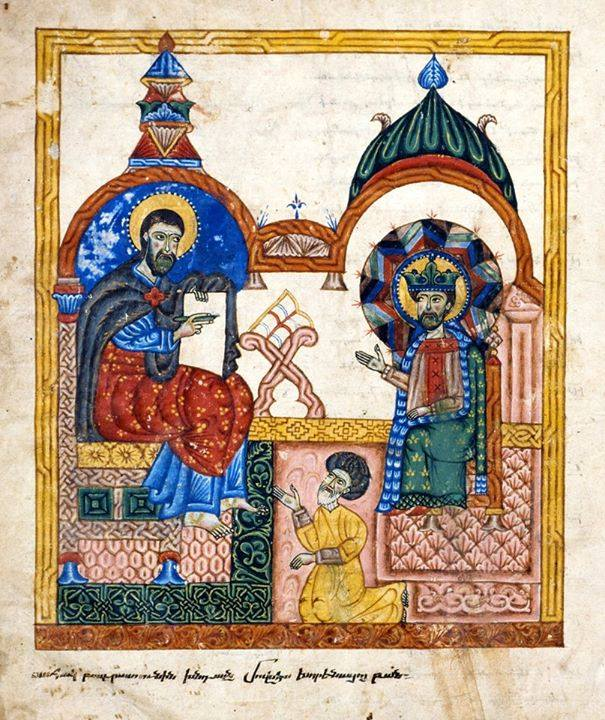
مُوسِس خورناتسی depicted در یک Armenian manuscript سده ۱۴ام.

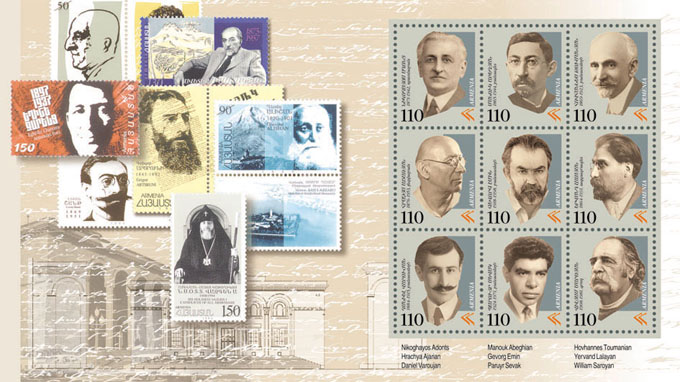

- مسروب ماشتوتس — الهیدان، مخترع الفبای ارمنی
- مُوسِس خورناتسی — تاریخ‌نگار
- غازار پاربتسی — تاریخ‌نگار
- پاوستوس بوزاند — تاریخ‌نگار
- آگاتانگلوس — تاریخ‌نگار
- یغیشه وارداپت — تاریخ‌نگار
- گوریون — تاریخ‌نگار
- یزنیک کوغباتسی — الهیدان

سده ۶ام
- داویت آنهاقت — فیلسوف Neo-Platonist

سده ۷ام
- سبئوس — مؤلف رساله
- هوهان مامیکونیان — مؤلف treatise
- آنانیا شیراکاتسی — geographer
- داوتاک کرتوغ — شاعر
- کومیتاس آغتستسی — مؤلف اشعار مذهبی

سده ۸ام
- ساهاکدوخت — hymnographer
- خسرویدوخت — hymnographer

سده ۹ام
- تووما آرتسرونی — تاریخ‌نگار
- Esayi Abu-Muse — hymnographer

سده ۱۰ام

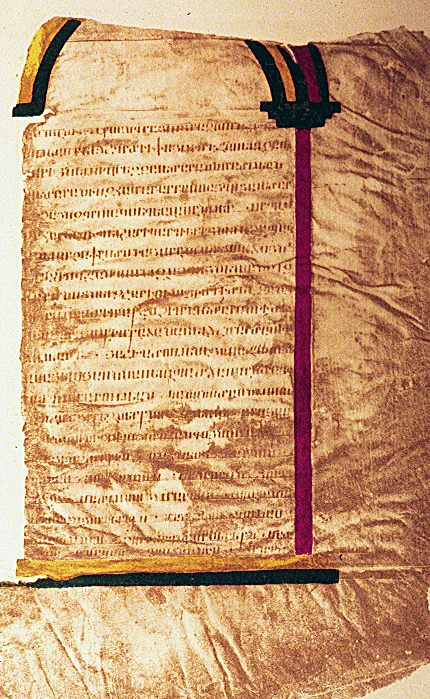
نسخه خطی ارمنی، ۸۸۷

- هوهانس دراسخاناگرتتسی — تاریخ‌نگار
- اوختانس سباستاتسی — تاریخ‌نگار
- مؤسس کاغانکاتواتسی — تاریخ‌نگار
- مؤسس کاغانکاتواتسی — تاریخ‌نگار
- آنانیا موکاتسی — مؤلف رساله

سده ۱۱ام
- گرگوار نارکاتسی (۹۵۱–۱۰۰۳) شاعر
- استپانوس تارونتسی — تاریخ‌نگار
- آریستاگوس لاستیورتسی — تاریخ‌نگار
- ماتئوس اورهایتسی — تاریخ‌نگار
- گریگور ماگیستروس — مؤلف

سده ۱۲ام
- نرسس شنورهالی — شاعر
- نرسس لامبروناتسی — شاعر
- مخیتار گش — تاریخ‌نگار، مؤلف
- Samuel Anetsi — تاریخ‌نگار
- خاچاطور — شاعر

سده ۱۳ام
- کیراکوس گاندزاکتسی — تاریخ‌نگار
- استپانوس اربلیان — تاریخ‌نگار
- سمبات سپاراپت — تاریخ‌نگار
- وارطان آرولتسی — تاریخ‌نگار، مؤلف
- فریک — شاعر
- واران آیگکتسی — نویسنده fables
- هوهانس یرزنکاتسی — شاعر

سده ۱۴ام

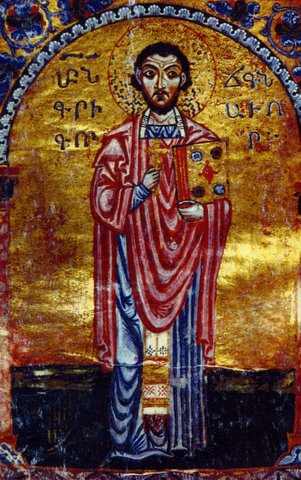
گرگوار نارکاتسی (نسخه خطی ارمنی سده ۱۲ام)

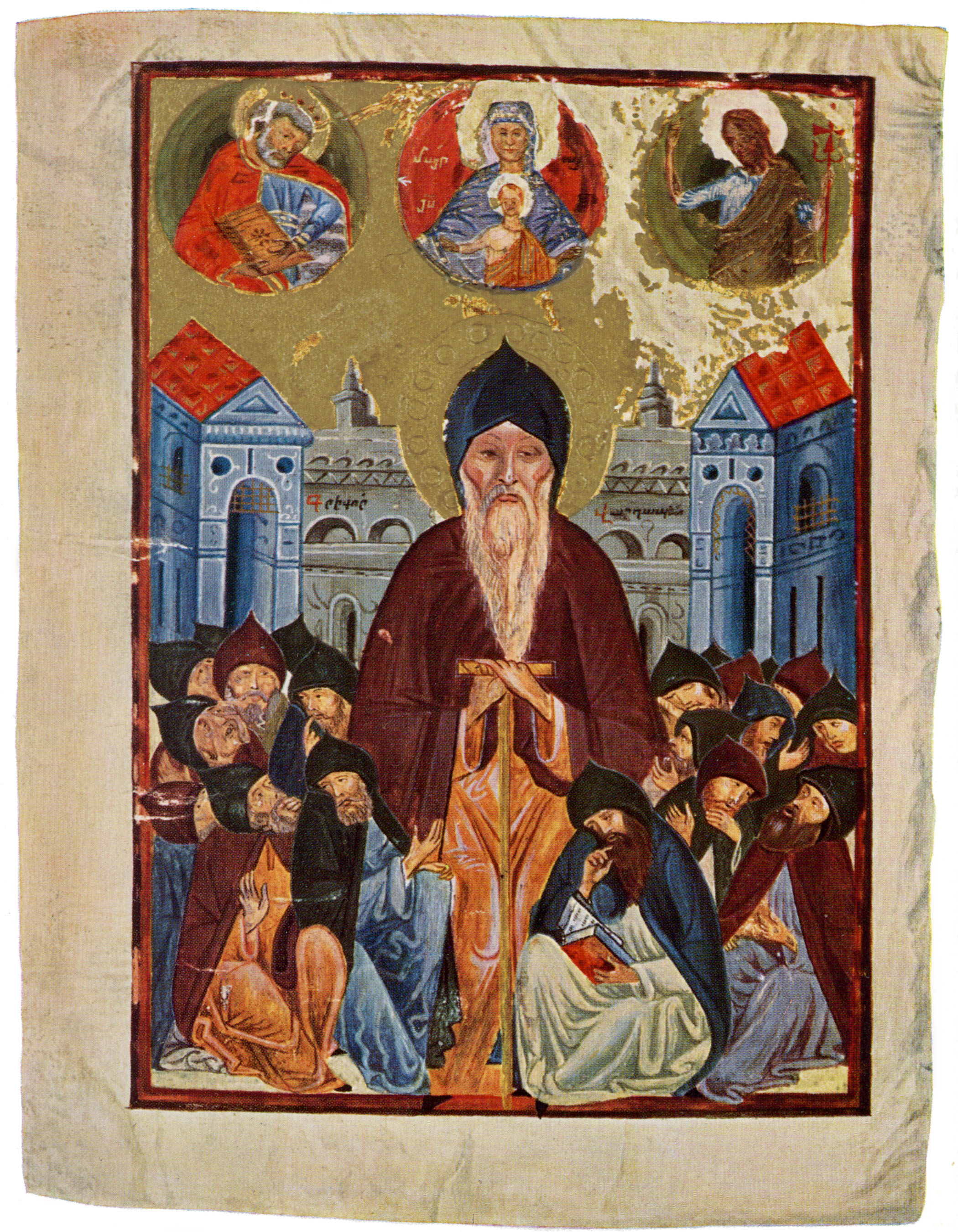
Grigor Tatevatsi (نسخ خطی ارمنی سده ۱۵ام)

- گریگور تاتواتسی — فیلسوف و الهیدان
- Hayton — تاریخ‌نگار
- نرسس بالینتس — تاریخ‌نگار

۱۵ام
- توما متسوبتسی — تاریخ‌نگار

سده ۱۶ام
- ناهاپت کوچاک (متوفی ۱۵۹۲)

سده ۱۷ام
- آراکل داوریژتسی — تاریخ‌نگار
- هوناتانیان — شاعر

سده ۱۸ام
- سایات‌نووا (۱۷۱۲–۱۷۹۵) — شاعر
- میکائیل چامچیان — تاریخ‌نگار
- آبراهام یروانتسی — تاریخ‌نگار
- آبراهام کرتاتسی — تاریخ‌نگار
- باغداسار دبیر — شاعر

## مدرن

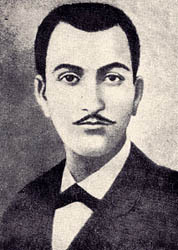
پتروس دوریان یکی از نخستین نویسندگان ارمنستان غربی بود

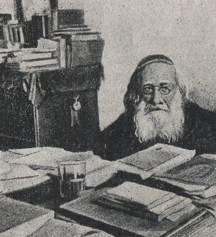
قوند آلیشان یک شاعر برجسته ارمنستان غربی بود

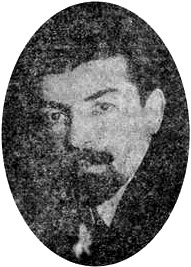
روبن سواگ در طی نسل‌کشی ارمنی‌ها کشته شد

### ارمنستان غربی

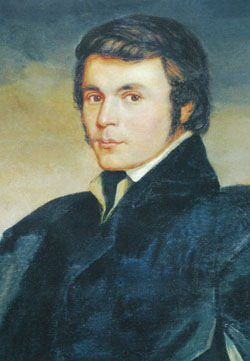
خاچاطور آبوویان بنیانگذار «ادبیات ارمنی شرقی» محسوب می‌شود

- مکرتیچ آچمیان (۱۸۳۸–۱۹۱۷)
- یرواند آقاتون (۱۸۶۰–۱۹۳۵)
- قوند آلیشان (۱۸۲۰–۱۹۰۱)
- یروخان (۱۸۷۰–۱۹۱۵)
- کاراپت اوتوجیان (۱۸۰۳–۱۹۰۴)
- گریگور اودیان (۱۸۳۴–۱۸۸۷)
- یروانت اودیان (۱۸۶۹–۱۹۲۶)
- هاکوب اوشاکان (۱۸۸۳–۱۹۴۸)
- هاکوپ بارونیان (۱۸۴۳–۱۸۹۱)
- رتئوس بربریان (۱۸۴۸–۱۹۰۷)
- نشان بشیکتاشلیان (۱۸۹۸–۱۹۷۲)
- گغام بارسقیان (۱۸۸۳–۱۹۱۵)
- لوون پاشالیان (۱۸۶۸–۱۹۴۳)
- سمبات بیوراد (۱۸۶۲–۱۹۱۵)
- تئودیگ (۱۸۷۳–۱۹۲۸)
- توماس ترزیان (۱۹۴۰–۱۹۰۹)
- واهان تکیان (۱۸۷۸–۱۹۴۵)
- آرشاگ چوبانیان (۱۸۷۲–۱۹۵۴)
- پتروس دوریان (۱۸۵۱–۱۸۷۲)
- روپن زارتاریان (۱۸۷۴–۱۹۱۵)
- زاهراد (۱۹۲۴۱۹۲۴–۲۰۰۷)
- آندرانیک دزاروگیان (۱۹۱۳–۱۹۸۹)
- نیکوغوس سارافیان (۱۹۰۵–۱۹۷۳)
- هاروت ساسونیان (زاده ۱۹۵۰)
- هاروتیون سوادجیان (۱۸۳۱–۱۸۷۴)
- روبن سواگ (۱۸۸۵–۱۹۱۵)
- سیامانتو (۱۸۷۸–۱۹۱۵)
- لوون شانت (۱۸۶۹–۱۹۵۱)
- شاهان شاهنور (۱۹۰۳–۱۹۷۴)
- زاروهی کالمکاریان (۱۸۷۱–۱۹۷۱)
- تیران کلکیان (۱۸۶۲–۱۹۱۵)
- ملکون کیورجیان (۱۸۵۹–۱۹۱۵)
- ووسکان مارتیکیان (۱۸۶۷–۱۹۴۷)
- واهان مالزیان (۱۸۷۱–۱۹۶۶)
- میساک متسارنتس (۱۸۸۶–۱۹۰۸)
- هراند نازاریانتس (۱۸۸۶–۱۹۶۲)
- دانیل واروژان (۱۸۸۴–۱۹۱۵)
- واهه واهیان (۱۹۰۸–۱۹۹۸)
- هوهانس واهانیان (۱۸۳۲–۱۸۹۱)
- زاره ورپونی (۱۹۰۲–۱۹۸۰)
- روبر هادجیان (زاده ۱۹۲۶)
- پتروس هاجیان (زاده ۱۹۳۳)
- آرداشس هاروتیونیان (۱۸۷۳–۱۹۱۵)
- هاماستغ (۱۸۹۵–۱۹۶۶)
- هوهانس هیساریان (۱۸۲۶–۱۹۱۷)
- هوهانس هینتالیان (۱۸۶۶–۱۹۵۵)
- زابل یسایان (۱۸۷۸–۱۹۴۳)

### ارمنستان شرقی
دوره تزاری
- خاچاطور آبوویان (۱۸۰۹۱۸۰۹–۱۸۴۸ ناپدید شد)
- قازاروس آقایان (۱۸۴۰–۱۹۱۱)
- آراکل باباخانیان (تاریخ‌نگار) (۱۸۶۰–۱۹۳۲)
- رافائل پاتکانیان (۱۸۳۰–۱۸۹۲)
- پرژ پروشیان (۱۸۳۷–۱۹۰۷۱۹۰۷)
- آلکساندر تساتوریان (۱۸۶۵–۱۹۱۷)
- تسرنتس (۱۸۲۲–۱۸۸۸)
- هوانس تومانیان (۱۸۶۹۱۸۶۹–۱۹۲۳)
- رافی (۱۸۳۵۱۸۳۵–۱۸۸۵)
- آلکساندر شیروانزاده (۱۸۵۸–۱۹۳۵)
- موراتسان (۱۸۵۴–۱۹۰۸)
- نار-دوس (۱۸۶۷–۱۹۳۳)
- میکائیل نالباندیان (۱۸۲۹۱۸۲۹–۱۸۶۶)

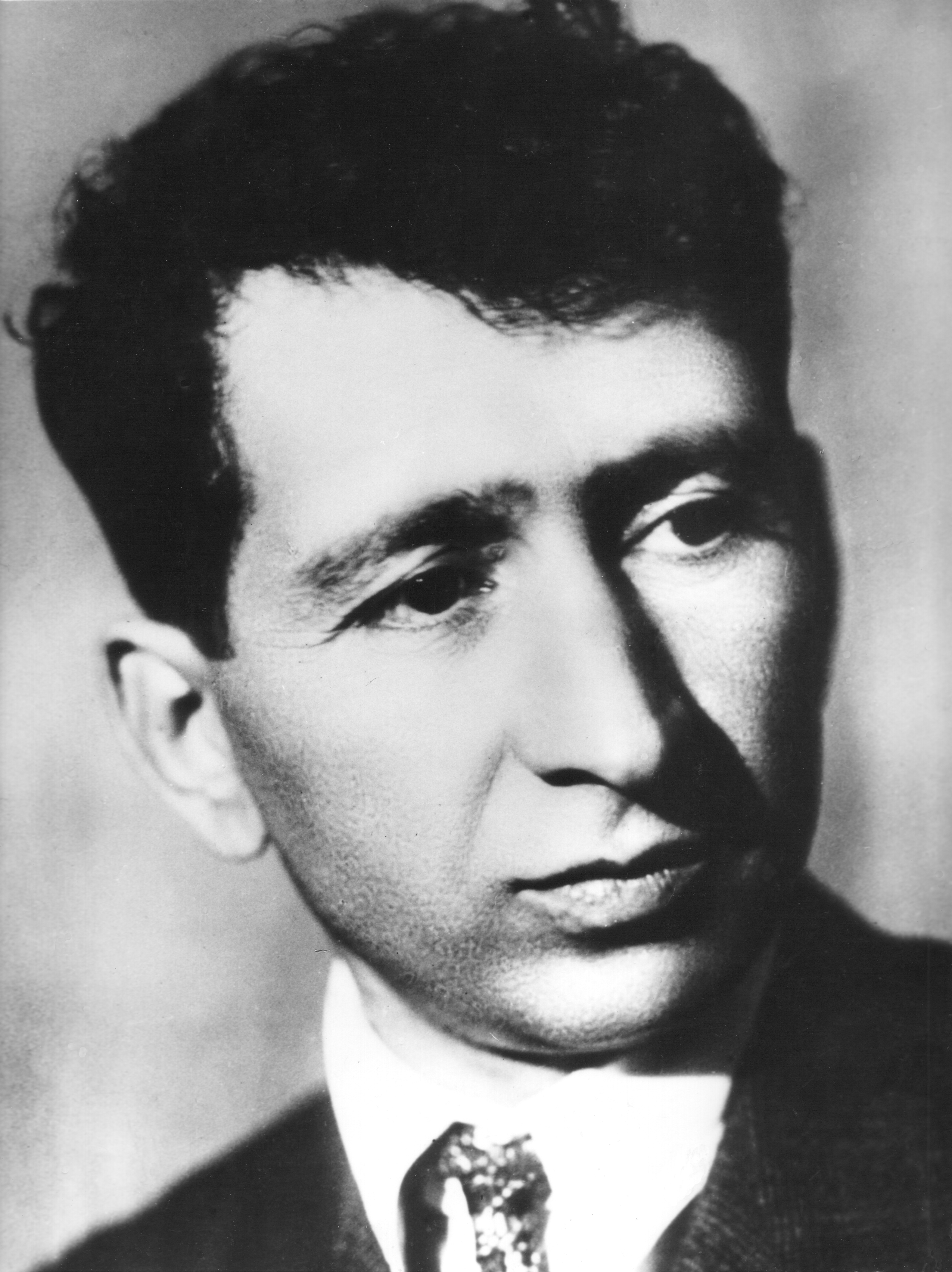
یقیشه چارنتس قربانی پاکسازی بزرگ در سال ۱۹۳۷

هوانس شیراز یکی از برجسته‌ترین نویسندگان ارمنی اواخر دوره شوروی می‌باشد

## دوره شوروی
- گوورگ آباجیان (۱۹۲۰–۲۰۰۲)
- واهرام آلازان (۱۹۰۳–۱۹۶۶)
- ژیرایر آنانیان (۱۹۳۴–۲۰۰۴)
- لوون آنانیان (زاده ۱۹۴۶)
- واختانگ آنانیان (۱۹۰۵–۱۹۸۰)
- گورگ امین (۱۹۱۸–۱۹۹۸)
- آوتیک ایساهاکیان (۱۸۷۵–۱۹۵۷)
- آکسل باکونتس (۱۸۹۹ (میلادی)|۱۸۹۹–۱۹۳۷)
- زوری بالایان (زاده ۱۹۳۵)
- گورگن بوریان (۱۹۱۵–۱۹۷۱)
- وارتزگس پطروسیان (۱۹۳۲–۱۹۹۴)
- جیوانی (۱۸۴۶–۱۹۰۹)
- واهان توتوونتس (۱۸۹۳–۱۹۳۸)
- آرپنیک چارنتس (۱۹۳۲–۲۰۰۸)
- یقیشه چارنّتّس (۱۸۹۷–۱۹۳۷)
- زورایر خالاپیان (۱۹۳۳–۲۰۰۸)
- سرو خانزادیان (۱۹۱۶–۱۹۹۸)
- خاچیک داشتنتس (۱۹۱۰–۱۹۷۴)
- واهاگن داوتیان (۱۹۲۲–۱۹۹۶)
- رازمیک داوویان (زاده ۱۹۴۰)
- واهان دریان (۱۸۸۵–۱۹۲۰)
- استپان زوریان (۱۸۸۹–۱۹۶۷)
- درنیک دمیرچیان (۱۸۷۷–۱۹۵۶)
- نائیری زاریان (۱۹۰۰–۱۹۶۹)
- هامو ساهیان (۱۹۱۴–۱۹۹۳)
- آناهیت ساهینیان (۱۹۱۷–۲۰۱۰)
- بارویر سواگ (۱۹۲۴–۱۹۷۱)
- وانو سیرادغیان (زاده ۱۹۴۶)
- سمبات شاه‌عزیز (۱۸۴۰–۱۹۰۸)
- شرام (۱۸۵۷–۱۹۳۸)
- هوهانس شیراز (۱۹۱۵–۱۹۸۴)
- سیلوا کاپوتیکیان (۱۹۱۹–۲۰۰۶)
- هاکوپ کاراپنتس (۱۹۲۵–۱۹۹۴)
- آرتاشس کالانتاریان (۱۹۳۱–۱۹۹۱)
- مارو مارکاریان (۱۹۱۵–۱۹۹۹)
- گورگن ماهاری (۱۹۰۳–۱۹۶۹)
- Sergei Melkumyan (زاده ۱۹۳۱)
- داویت مورادیان (زاده ۱۹۵۱)
- هویک واردومیان (زاده ۱۹۴۰)
- ژورا هاروتیونیان (۱۹۲۸–۲۰۰۲)
- هراچیا هوانسیان (۱۹۱۹–۱۹۹۷)

دوره استقلال
- واهرام ساهاکیان (زاده ۱۹۶۴)

دیاسپورای ارمنی
- آلمین (زاده ۱۹۵۲ در ایران)
- واراند (زاده ۱۹۵۴ در ایران)

## اسامی مستعار
بسیاری از نویسندگان ارمنی دارای اسامی مستعار می‌باشد که در فهرست زیر بدانها اشاره خواهد شد.
|    | نام مستعار                   | نام نام خانوادگی                          |
| -- | ---------------------------- | ----------------------------------------- |
| ۱  | قوند آلیشان                  | Քերովբե Ալիշանյան                         |
| ۲  | گئورگ امین                   | Կարլեն Մուրադյան                          |
| ۳  | آکسل باکونتس                 | Ալեքսանդր Թևոսյան                         |
| ۴  | هامو ساهیان                  | Հմայակ Գրիգորյան                          |
| ۵  | واهان دریان                  | Վահան Տեր Գրիգորյան                       |
| ۶  | هاماستغ                      | Համբարձում Կելենյան                       |
| ۷  | نائیری زاریان                | Հայաստան Եղիազարյան                       |
| ۸  | رافی                         | Հակոբ Մելիք Հակոբյան                      |
| ۹  | پرژ پروشیان                  | Հովհաննես Տեր Առաքելյան                   |
| ۱۰ | ساهاک پارتو                  | Պարթև Պահլավունի Մամիկոնյան               |
| ۱۱ | درنیک دمیرچیان               | Դերենիկ Դեմիրճօղլյան                      |
| ۲  | هوهانس شیراز                 | Օնիկ Կարապետյան                           |
| ۱۳ | نار-دوس                      | Միքայել Հովհաննիսյան                      |
| ۱۴ | آلکساندر شیروانزاده          | Ալեքսանդր Մովսիսյան                       |
| ۱۵ | کومیتاس وارداپت              | Սողոմոն Սողոմոնյան                        |
| ۱۶ | استپان زوریان                | Ստեփան Առաքելյան                          |
| ۱۷ | بارویر سواگ                  | Պարույր Ղազարյան                          |
| ۱۸ | خاچیک داشتنتس                | Խաչիկ Տոնոյան                             |
| ۱۹ | روبن سواگ                    | Ռուբեն Չիլինկիրյան                        |
| ۲۰ | لئون شانت                    | Լևոն Սեղբոսյան                            |
| ۲۱ | تسرنتس                       | Հովսեփ Շիշմանյան                          |
| ۲۲ | شاهان شاهنور                 | Շահնուր Քերեսթեճյան                       |
| ۲۳ | خنکو آپر                     | Աթաբեկ Խնկոյան                            |
| ۲۴ | گورگن ماهاری                 | Գուրգեն Աճեմյան                           |
| ۲۵ | میساک متسارنتس               | Միսաք Մեծատուրյան                         |
| ۲۶ | زاهراد                       | Զարեհ Սիմոն Յալտըզճյան                    |
| ۲۷ | سیامانتو                     | Ատոմ Յարճանյան                            |
| ۲۸ | زابل یسایان                  | Զապել Հովհաննիսյան                        |
| ۲۹ | اینترا (نویسنده)             | Տիրան Ճրաքյան                             |
| ۳۰ | هاکوب اوشاکان                | Հակոբ Քյուֆեճյան                          |
| ۳۱ | تلگادینتسی                   | Հովհաննես Հարությունյան                   |
| ۳۲ | زابل سیبیل آساتور            | Զապել Ասատուր (օրիորդական՝ Զապել Խանճջան) |
| ۳۳ | موراتسان                     | Գրիգոր Տեր Հովհաննիսյան                   |
| ۳۴ | رافائل پاتکانیان             | Ռափայել Պատկանյան                         |
| ۳۵ | موشق ایشخان                  | Մուշեղ Ճենտերեճյան                        |
| ۳۶ | دانیل واروژان                | Դանիել Չպուգքյարյան                       |
| ۳۷ | گارگین بس                    | Գարեգին Սարինյան                          |
| ۳۸ | سارمن                        | Արմենակ Սարգսյան                          |
| ۳۹ | پتروس دوریان                 | Պետրոս Զըմպայան                           |
| ۴۰ | مگردیچ آرمن                  | Մկրտիչ Հարությունյան                      |
| ۴۱ | Մկրտիչ Կորյուն               | Կորյուն Մկրտչյան                          |
| ۴۲ | زارزاند داریان               | Զարզանդ Մովսիսյան                         |
| ۴۳ | Հմայակ Սիրաս                 | Հմայակ Ոսկանյան                           |
| ۴۴ | واهه کاچا                    | Վահե Խաչատրյան                            |
| ۴۵ | Աշոտ Շայբոն                  | Աշոտ Գասպարյան                            |
| ۴۶ | جیوانی (عاشوق)               | Սերոբ Լևոնյան                             |
| ۴۷ | Հավասի                       | Արմենակ Մարկոսյան                         |
| ۴۸ | شرام (شاعر)                  | Գրիգոր Տալյան                             |
| ۴۹ | سایات‌نووا                    | Հարություն Սայադյան                       |
| ۵۰ | آراکل باباخانیان (تاریخ‌نگار) | Առաքել Բաբախանյան                         |
| ۵۱ | Մովսես Արազի                 | Մովսես Հարությունյան                      |
| ۵۲ | گقام ساریان                  | Գեղամ Բաղդասարյան                         |
| ۵۳ | یروخان                       | Երվանդ Սրմաքեշխանլյան                     |
| ۵۴ | آترپت                        | Սարգիս Մուբայաջյան                        |
| ۵۵ | موشق گالشویان                | Մուշեղ Մանուկյան                          |
| ۵۶ | هراچیا کوچار                 | Հրաչյա Գաբրիելյան                         |
| ۵۷ | Լեռ Կամսար                   | Արամ Տեր Թովմաղյան                        |
| ۵۸ | زاره ورپونی                  | Զարեհ Էոքսյուզյան                         |
| ۵۹ | واهه واهیان                  | Սարգիս Աբդալյան                           |
| ۶۰ | یقیشه چارنتس                 | Եղիշե Սողոմոնյան                          |
| ۶۱ | مایکل آرلن                   | Տիգրան Գույումճյան                        |
| ۶۲ | آنری ترویا                   | Լևոն Թորոսյան                             |
| ۶۳ | آزاد وشدونی                  | Կարապետ Մամիկոնյան                        |
| ۶۴ | کاراپت سیدال                 | Կարապետ Շահինյան                          |
| ۶۵ | Թոնդրակ                      | Սմբատ Հովհաննիսյան                        |